# Liste des œuvres d'art de la Drôme
 (septembre 2022).
Cet article vise à recenser les œuvres d'art dans l'espace public de la Drôme, en France.

## Liste
Les œuvres sont classées par ordre alphabétique de communes et, au sein de celles-ci, par ordre chronologique d'installation, dans la mesure des informations disponibles.

### Sculptures
| Œuvre                                                                            | Auteur                     | Commune             | Localisation                                                                    | Notes | Installation | Coordonnées                      | Illustration |
| -------------------------------------------------------------------------------- | -------------------------- | ------------------- | ------------------------------------------------------------------------------- | --- | ------------ | -------------------------------- | --- |
| Monument aux défenseurs de la République lors du coup d'État du 2 décembre 1851, | Maurice Bouval             | Crest               | Sur la place de la Liberté                                                      | La statue originale est fondue sous le régime de Vichy, dans le cadre de la mobilisation des métaux non ferreux. La statue de remplacement est installée en 1991. | 1910         | à géolocaliser                   | Monument aux défenseurs de la République lors du coup d'État du 2 décembre 1851« Monument aux défenseurs de la République lors du coup d'État du 2 décembre 1851 à Crest », sur À nos grands hommes,« Monument aux défenseurs de la République lors du coup d'État du 2 décembre 1851 à Crest », sur e-monumen |
| Brebis à la valise                                                               | Gérard Parent              | Die                 | Place de l'Hôtel-de-Ville                                                       | D'après F'murr | À déterminer | 44° 45′ 04″ nord, 5° 22′ 16″ est | Image manquante |
| Buste de la comtesse de Die                                                      | Jeanne Royannez            | Die                 | Place de la République                                                          | Représente Beatritz de Dia. | 1888         | 44° 45′ 04″ nord, 5° 22′ 17″ est | Image manquante |
| La République                                                                    | À déterminer               | Die                 | Place de la République                                                          | | 1889         | à géolocaliser                   | Image manquante |
| Le jardin Sévigné                                                                | Françoise Vergier          | Grignan             | Jardin Sévigné                                                                  | | 1999         | 44° 25′ 03″ nord, 4° 54′ 27″ est | Image manquante |
| Statue de Madame de Sévigné                                                      | Louis Rochet               | Grignan             | À déterminer                                                                    | Représente Madame de Sévigné. | À déterminer | 44° 25′ 12″ nord, 4° 54′ 29″ est | Statue de Madame de Sévigné |
| Statue de Joseph de Miribel                                                      | Anatole Marquet Vasselot   | Hauterives          | À déterminer                                                                    | Représente Joseph de Miribel. | À déterminer | à géolocaliser                   | Statue de Joseph de Miribel |
| Buste de Nicolas Appert                                                          | Roger Marion               | Malataverne         | À déterminer                                                                    | Représente Nicolas Appert. | À déterminer | à géolocaliser                   | Image manquante |
| Buste de Noël Madier de Montjau,                                                 | À déterminer               | Pierrelatte         | 8 boulevard Madier-de-Montjau                                                   | Représente Noël Madier de Montjau. L'original en bronze réalisé par Joseph Louis Enderlin est installé en 1895 dans la salle des délibérations du conseil général. Il est fondu sous le régime de Vichy, dans le cadre de la mobilisation des métaux non ferreux.                                                           | 1947         | à géolocaliser                   | Image manquante |
| Monument au 11e régiment de cuirassiers                                          | À déterminer               | Romans-sur-Isère    | À déterminer                                                                    | | À déterminer | à géolocaliser                   | Image manquante |
| Monument aux états généraux du Dauphiné,                                         | Urbain Basset              | Romans-sur-Isère    | Sur la place Carnot                                                             | Les ornements originaux en bronze sont fondus sous le régime de Vichy, dans le cadre de la mobilisation des métaux non ferreux. Des ornements de remplacement en pierre réalisés par Gaston Dintrat sont installés en 1947.                                                                                                 | 1889         | 45° 02′ 55″ nord, 5° 02′ 55″ est | Image manquante |
| Monument à Jules Nadi                                                            | Gaston Dintrat             | Romans-sur-Isère    | Avenue Gambetta                                                                 | Représente Jules Nadi. L'original en bronze de 1933 est fondu sous le régime de Vichy, dans le cadre de la mobilisation des métaux non ferreux. | 1945         | à géolocaliser                   | Image manquante |
| Statue de Saint Avit                                                             | Adrien Meneau              | Saint-Avit          | À déterminer                                                                    | | À déterminer | à géolocaliser                   | Statue de Saint Avit |
| Amour et Servitude                                                               | Alphonse Marcel-Jacques    | Valence             | Parc Jouvet                                                                     | | 1912         | à géolocaliser                   | Image manquante |
| Statue du général Jean-Étienne Championnet,                                      | Victor Sappey              | Valence             | Champ de Mars                                                                   | Représente Jean-Étienne Championnet. | 1848         | 44° 55′ 49″ nord, 4° 53′ 21″ est | Statue du général Jean-Étienne Championnet |
| Statue de Jean-Pierre de Montalivet                                              | Gustave Crauk              | Valence             | Place Montalivet                                                                | Représente Jean-Pierre de Montalivet. | 1869         | 44° 56′ 01″ nord, 4° 53′ 46″ est | Statue de Jean-Pierre de Montalivet |
| Monument à Louis Gallet,                                                         | Jean-Antoine Injalbert     | Valence             | Parc Jouvet                                                                     | Représente Louis Gallet. Érigé sur le champ de Mars en 1901. La faunesse en bronze, devant le piédestal est fondue sous le régime de Vichy, dans le cadre de la mobilisation des métaux non ferreux. | 1999         | à géolocaliser                   | Monument à Louis Gallet« Monument à Louis Gallet à Valence », sur À nos grands hommes,« Monument à Louis Gallet à Valence », sur e-monumen |
| Statue de François-Désiré Bancel,                                                | Jean Barnabé Amy           | Valence             | Intersection de la rue Denis Papin et de l'avenue Pierre Sémard, devant la gare | Représente François-Désiré Bancel. Érigée avenue Félix-Faure en 1897. Sous le régime de Vichy, elle est déboulonnée et expédiée pour la fonte, dans le cadre de la mobilisation des métaux non ferreux. Retrouvée dans un lieu de stockage à Paris, en 1950, elle est restituée à la ville et placée dans la cour du musée. | 1980         | à géolocaliser                   | Statue de François-Désiré Bancel« Monument à Désiré Bancel à Valence », sur À nos grands hommes,« Monument à Désiré Bancel à Valence », sur e-monumen |
| Buste de Théodore Jouvet                                                         | Augustin-Marie Chabre-Biny | Valence             | Parc Jouvet                                                                     | | 1909         | à géolocaliser                   | Buste de Théodore Jouvet |
| Nomadic house                                                                    | Andrea Blum                | Valence             | Résidence d'artistes ART3                                                       | | 2002         | 44° 43′ 52″ nord, 5° 13′ 36″ est | Image manquante |
| Sans titre                                                                       | Ruedi Baur                 | Valence             | École nationale supérieure en systèmes avancés et réseaux                       | | 1997         | 44° 55′ 00″ nord, 4° 54′ 47″ est | Image manquante |
| Vivaldi II                                                                       | Mark di Suvero             | Valence             | École supérieure d'art et design                                                | | 1993         | 44° 55′ 48″ nord, 4° 55′ 34″ est | Image manquante |
| Rester - Résister                                                                | Emmanuel Saulnier          | Vassieux-en-Vercors | Parc naturel régional du Vercors                                                | | 1994         | 44° 53′ 43″ nord, 5° 22′ 16″ est | Image manquante |

### Monuments aux morts
| Œuvre                                                       | Auteur                                 | Commune                    | Localisation                                                               | Notes          | Installation | Coordonnées    | Illustration                                                                                              |
| ----------------------------------------------------------- | -------------------------------------- | -------------------------- | -------------------------------------------------------------------------- | -------------- | ------------ | -------------- | --- |
| Poilu écrasant l'aigle allemand (d) (monument aux morts)    | Copie d'après Charles-Henri Pourquet   | Charmes-sur-l'Herbasse     | À déterminer                                                               |                | À déterminer | à géolocaliser | Image manquante                                                                                           |
| Le Poilu victorieux (monument aux morts)                    | Copie d'après Eugène Bénet             | Châteauneuf-de-Galaure     | À déterminer                                                               |                | À déterminer | à géolocaliser | Image manquante                                                                                           |
| Monument aux morts                                          | À déterminer                           | Châteauneuf-du-Rhône       | À déterminer                                                               |                | À déterminer | à géolocaliser | Monument aux morts                                                                                        |
| Le Poilu victorieux (monument aux morts)                    | Copie d'après Eugène Bénet             | Châtillon-en-Diois         | À déterminer                                                               |                | À déterminer | à géolocaliser | Le Poilu victorieux (monument aux morts)                                                                  |
| Poilu au repos (monument aux morts)                         | Copie d'après Étienne Camus            | Clérieux                   | À déterminer                                                               |                | À déterminer | à géolocaliser | Image manquante                                                                                           |
| Poilu au repos (monument aux morts)                         | Copie d'après Étienne Camus            | La Chapelle-en-Vercors     | À déterminer                                                               |                | À déterminer | à géolocaliser | Image manquante                                                                                           |
| Poilu au repos (monument aux morts)                         | Copie d'après Étienne Camus            | Les Pilles                 | Intersection de la route de la Casse (RD 94) et de la RD 94B               | Érigé en 1927. | 2019         | à géolocaliser | Image manquante                                                                                           |
| Poilu au repos (monument aux morts)                         | Copie d'après Étienne Camus            | Manthes                    | Dans le cimetière                                                          |                | À déterminer | à géolocaliser | Image manquante                                                                                           |
| Poilu au repos (monument aux morts)                         | Copie d'après Étienne Camus            | Menglon                    | À déterminer                                                               |                | À déterminer | à géolocaliser | Image manquante                                                                                           |
| Poilu au repos (monument aux morts)                         | Copie d'après Étienne Camus            | Peyrins                    | Devant la mairie                                                           |                | À déterminer | à géolocaliser | Poilu au repos (monument aux morts)« Monument aux morts de 1914-1918 à Peyrins », sur À nos grands hommes |
| Poilu montant la garde sans baïonnette (monument aux morts) | Copie d'après Jules Pollacchi          | Pontaix                    | Dans le cimetière                                                          |                | À déterminer | à géolocaliser | Image manquante                                                                                           |
| Poilu au repos (monument aux morts)                         | Copie d'après Étienne Camus            | Puy-Saint-Martin           | Sur le rond point de la rue du 11 novembre 1918 et de la rue du 8 mai 1945 |                | À déterminer | à géolocaliser | Image manquante                                                                                           |
| Monuments aux morts                                         | Gaston Dintrat                         | Romans-sur-Isère           | À déterminer                                                               |                | À déterminer | à géolocaliser | Image manquante                                                                                           |
| La Victoire en chantant (monument aux morts)                | Copie d'après Charles Édouard Richefeu | Saint-Donat-sur-l'Herbasse | Devant la mairie                                                           |                | À déterminer | à géolocaliser | La Victoire en chantant (monument aux morts)                                                              |
| Poilu au repos (monument aux morts)                         | Copie d'après Étienne Camus            | Saint-Laurent-en-Royans    | À déterminer                                                               |                | À déterminer | à géolocaliser | Image manquante                                                                                           |
| Poilu au repos (monument aux morts)                         | Copie d'après Étienne Camus            | Saint-Sauveur-Gouvernet    | Au bord de la RD 510                                                       |                | À déterminer | à géolocaliser | Image manquante                                                                                           |
| Monuments aux morts                                         | Gaston Dintrat et Henri Joulie         | Valence                    | Parc Jouvet                                                                |                | 1929         | à géolocaliser | Image manquante                                                                                           |

### Fontaines
| Œuvre                   | Auteur                       | Commune    | Localisation     | Notes                                                            | Installation | Coordonnées                      | Illustration           |
| ----------------------- | ---------------------------- | ---------- | ---------------- | ---------------------------------------------------------------- | ------------ | -------------------------------- | ---------------------- |
| Fontaine de la Marquise | Louis Rochet                 | Grignan    | À déterminer     |                                                                  | À déterminer | 44° 25′ 12″ nord, 4° 54′ 29″ est | Image manquante        |
| Fontaine                | À déterminer                 | Hauterives | À déterminer     |                                                                  | À déterminer | 45° 15′ 21″ nord, 5° 01′ 39″ est | Fontaine de Hauterives |
| Fontaine monumentale    | Auguste Joseph Xavier Frizon | Valence    | Boulevard Bancel | Le génie ailé sommital, foudroyé en 1954, est une copie de 2006. | 1887         | à géolocaliser                   | Fontaine monumentale   |

### Œuvres disparues ou retirées
| Œuvre                    | Auteur                            | Commune | Localisation                  | Notes | Installation | Coordonnées    | Illustration |
| ------------------------ | --------------------------------- | ------- | ----------------------------- | --- | ------------ | -------------- | --- |
| Monument à Émile Augier, | Anne de Rochechouart de Mortemart | Valence | Sur la place de la République | Représentait Émile Augier. Fondu sous le régime de Vichy, dans le cadre de la mobilisation des métaux non ferreux. | 1897         | à géolocaliser | Monument à Émile Augier« Monument à Émile Augier à Valence », sur À nos grands hommes,« Monument à Émile Augier à Valence », sur e-monumen |